# Pierre-Antoine Paulo
Pour les articles homonymes, voir Paulo.
Pierre-Antoine Paulo, né le 23 mars 1944 à Camp-Perrin, dans l'arrondissement des Cayes, département du Sud à Haïti et mort à l'Arcahaie le 4 février 2021, est un oblat haïtien, évêque de Port-de-Paix (Haïti) de mars 2008 à avril 2020.

## Biographie
Après avoir prononcé ses vœux chez les Oblats de Marie-Immaculée (O.M.I) le 2 août 1963, il est ordonné prêtre le 20 décembre 1969 pour cet ordre.
Le 7 juillet 2001, il est nommé évêque coadjuteur de Port-de-Paix aux côtés de Mgr François Colimon. Il est consacré le 14 octobre 2001 par Mgr François Gayot, alors archevêque de Cap-Haïtien, avec comme co-consécrateurs Hubert Constant et François Colimon. 
Il succède à Mgr Colimon comme évêque de Port-de-Paix le 1er mars 2008.
Il est aussi président de la Conférence épiscopale pour la Traduction de la Bible.
Il se retire le 14 avril 2020. 